# Lariano
Lariano là một đô thị ở tỉnh Roma trong vùng Lazio, có cự ly khoảng 35 km về phía đông nam của Roma on the Alban Hills. It is one of the Castelli Romani,Tại thời điểm ngày 31 tháng 12 năm 2004, đô thị này có dân số 11.060 người và diện tích là 27 km².
Lariano giáp các đô thị: Artena, Cori, Rocca di Papa, Rocca Priora, Velletri.

## Link
- Portale ufficiale del Comune di Lariano
- "Gruppo Sub Lariano" Underwater Association GRUPPO SUB LARIANO
- Photogallery del "Gruppo Sub Lariano" Lưu trữ ngày 5 tháng 7 năm 2008 tại Wayback Machine Photo Gallery of the Underwater Association GRUPPO SUB LARIANO